# Truyện tranh Thái Lan
Truyện tranh Thái Lan là truyện tranh vẽ và xuất bản tại Thái Lan. Dòng truyện tranh này nổi bật với phong cách truyện ma đặc sắc.

## Lịch sử
Nguồn gốc ban đầu của truyện tranh Thái Lan có thể kể đến là những bức tranh ma vẽ theo truyện dân gian của quốc gia này, xuất hiện dưới thời trị vì của vua Rama III trong những năm đầu thế kỷ 19.
Trong thập niên 1910, vua Rama VI tạo ra những bộ phim hoạt hình Thái đầu tiên, sau khi ông được giới thiệu những bộ phim hoạt hình chính trị Anh tại trường đại học của mình - Đại học Oxford. Sau Cách mạng Xiêm 1932, bộ truyện tranh đúng nghĩa đầu tiên được sáng tác bởi Sawat Chutarop, gồm có Sang Thong và Khun Maun dựa trên thủy thủ Popeye và chuột Mickey. Năm 1952, Pimol Kalasee sáng tác bộ truyện tranh đầu tiên dành cho trẻ em - Tuk Ka Ta.
Trong thế kỷ 21, nhiều bộ truyện tranh Thái Lan lấy cảm hứng từ manga Nhật Bản đã được sáng tác, trong đó có Apaimanee Saga - bộ truyện tranh Thái Lan đầu tiên được dịch ra tiếng nước ngoài.